# Tyrinthia xanthe
Tyrinthia xanthe là một loài bọ cánh cứng trong họ Cerambycidae.